# Holiday (Film)
Holiday ist eine US-amerikanische Filmkomödie aus dem Jahr 1930 mit Ann Harding und Mary Astor unter der Regie von Edward H. Griffith. Der Film basiert auf dem gleichnamigen Broadwaystück von Philip Barry und brachte Ann Harding die einzige Nominierung für den Oscar in der Kategorie Beste Hauptdarstellerin ein.

## Handlung
Die aus wohlhabender und traditionsreicher Familie kommende Julia Seton verliebt sich in den jungen Geschäftsmann Johnny Case. Der hat sich aus ärmlichen Verhältnissen zu einem ersten Wohlstand hochgearbeitet und hat beste Berufsaussichten. Julia sieht in Johnny ihren künftigen Ehemann und die Seton-Familie nimmt, nachdem Lindas Vater von Johnnys ersten beruflichen Erfolgen erfahren hat, ihr künftiges Mitglied wohlwollend auf. Rasch entwickelt sich zwischen Johnny und Linda, der eher musisch interessierten, politisch liberalen älteren Schwester von Julia, eine tiefe Freundschaft. Beide sind sich einig, dass Geld allein nicht glücklich macht und jeder Mensch bestrebt sein sollte, seinen Träumen zu folgen. Es kommt zum Zerwürfnis zwischen Johnny und Julia, als dieser verkündet, seinen Beruf trotz glänzender Zukunftsaussichten vorerst aufzugeben, um eine längere Reise zu unternehmen und etwas von der Welt zu sehen, solange er noch jung ist. Johnny plant, mit Lindas eher unkonventionellen Freunden Nick und Susan Potter für einige Zeit nach Europa zu gehen. Kurz vor der Abfahrt ändert er seine Meinung und entschließt sich, zunächst noch drei Jahre in seinem Beruf tätig zu sein, ehe er sich abschließend entscheiden will. Doch die ständigen Versuche der Setons, sein Leben zu bestimmen und in eine Richtung zu drängen, die er nicht für richtig hält, führen am Ende zum endgültigen Bruch mit Julia. Gemeinsam mit Linda bricht Johnny auf, ein Leben fernab der Konventionen und Etikette zu führen.

## Hintergrund
Ann Harding war 1928 in dem Stück The Trial of Mary Dugan am Broadway zu Ruhm gekommen, verlor die Rolle in der Verfilmung jedoch an Norma Shearer. 1929 unterschrieb Harding schließlich einen lukrativen Vertrag bei den Pathé Studios, der ihr $ 2.000 Wochengage und Mitspracherecht bei den Drehbüchern garantierte. Bereits mit ihrem Debüt, der Verfilmung der Komödie Paris Bound von Philip Barry unter der Regie von Edward H. Griffith schaffte es Harding, zu einem der Topstars des Tonfilms aufzusteigen. Mit der Verfilmung von Holiday, einem Stück ebenfalls aus der Feder von Philip Barry, das es in der Zeit von November 1928 bis Juni 1929 auf 229 Aufführungen brachte, kehrte Harding nach teilweise hochdramatischen Rollen zurück in die Welt der Salonkomödie. Zunächst war Ina Claire für die Rolle des Freigeistes Linda Seton vorgesehen, doch die Dreharbeiten zu The Awful Truth verzögerten sich, so dass am Ende Harding unter der Regie von Edward H. Griffith den Part übernahm. Für Mary Astor waren die Dreharbeiten sehr schwer, da ihr Ehemann erst kurze Zeit vorher bei einem Flugzeugabsturz ums Leben gekommen war. Ann Harding und Edward H. Griffith sollten noch zweimal zusammenarbeiten: 1932 bei The Animal Kingdom, der erneuten Verfilmung einer Philip-Barry-Komödie und 1935 bei Biography of a Bachelor Girl. Die Kostüme wurden von Gwen Wakeling entworfen.
1938 erschien mit Die Schwester der Braut unter der Regie von George Cukor eine Neuverfilmung mit Katharine Hepburn und Cary Grant. Edward Everett Horton übernahm in dieser erneut die Rolle des Nick Potter.

## Auszeichnungen
Holiday erhielt bei der Oscarverleihung 1931 Nominierungen in den Kategorien
- Beste Schauspielerin (Ann Harding) und
- Bestes adaptiertes Drehbuch

Darüber hinaus wurde der Film sowohl vom Film Daily als auch von der New York Times jeweils unter die Auswahl der zehn besten Filme des Jahres 1930 gewählt. Die National Board of Review kürte Holiday sogar zum besten Film des Jahres.

## Kritik
Die Kritiken für den Film waren hervorragend, besonders das Spiel von Ann Harding wurde einhellig gelobt. Samuel Brody in The New Masses war der Meinung, Holiday (am Anfang der Tonfilmzeit gedreht) sei ein gelungener Versuch des Kinos, dem Theater so nahe wie möglich zu kommen.
Die New York Times befand:
Die Filmproduzenten haben es geschafft, aus einem guten Stück einen guten Film zu machen. [Ann Harding] ist anmutig...[…].
From what was generally regarded as a good play, the film producers have managed to make a good picture....[Ann Harding] is graceful..[…].
Der Filmhistoriker Leonard Maltin meinte der Film sei eine „erfreuliche Überraschung“ und nicht schwerfällig wie andere frühe Tonfilme.